# Oskar Rescher

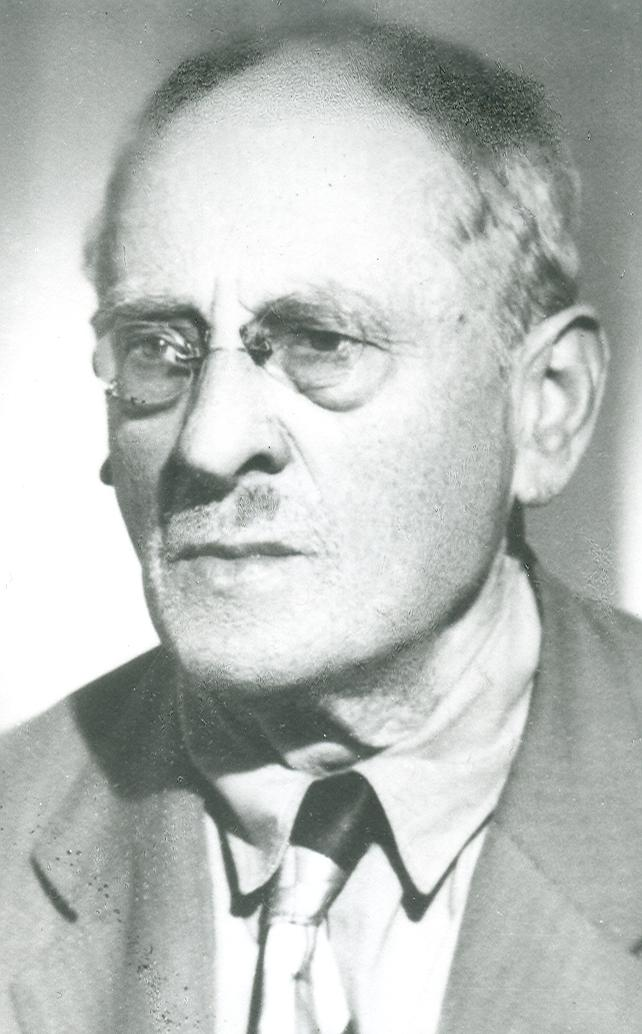
Oskar Rescher

Oskar Rescher (* 1. Oktober 1883 in Stuttgart; † 26. März 1972 in Istanbul), auch als Osman  Reşer bekannt, war ein deutsch-türkischer Arabist und Turkologe, der seit 1928 in Istanbul lebte. Er hat zahlreiche Werke aus dem Arabischen und Türkischen übersetzt.

## Leben
Oskar Emil Rescher wurde am 1. Oktober 1883 in einer jüdischen Familie von Ärzten, Kaufleuten und Fabrikanten geboren. Am Eberhard-Ludwigs-Gymnasium in seiner Heimatstadt Stuttgart erhielt er eine humanistische Bildung und nahm 1903 in München das Studium der Rechte auf. Dies scheint eher einem Wunsch der Familie entsprochen zu haben, denn schon im folgenden Jahr wechselte er das Fach und die Universität. In Berlin studierte er ab 1904 Semitistik, Arabistik und Islamkunde bei bedeutenden Lehrern wie Martin Hartmann, Friedrich Delitzsch, Hugo Winckler und Eduard Sachau. Bei letzterem promovierte er 1909 mit einer Arbeit über den arabischen Grammatiker Ibn Dschinni. Anschließend ging er nach Leipzig zu August Fischer und unternahm von 1910 bis zum Ausbruch des Ersten Weltkrieges Reisen nach dem Nahen Osten, vornehmlich Konstantinopel, wo er sich dem Studium der arabischen Handschriften widmete. Die Frucht dieser Studien ist in einer Reihe von Aufsätzen niedergelegt, die in europäischen Fachzeitschriften erschienen und schon bald das Interesse der Koryphäen des Faches erregten. Ab 1913 beschäftigte Rescher sich intensiv mit der Maqamen-Literatur und übersetzte die Maqamen des Hamadani, Zamahshari, Suyuti u. a. ins Deutsche.
Osman Reşer bzw. Oskar Rescher war seit 1937 türkischer Staatsbürger. Die während seines Wirkens und Forschens in Istanbul erworbene Sammlung von hunderten von handgeschriebenen Kodizes befindet sich heute verteilt auf verschiedene Bibliotheken. Größere Bestände finden sich im Besitz der Staatsbibliothek zu Berlin und der Beinecke Rare Book and Manuscript Library der Yale University. Weitere Bestände finden sich in der Bayerischen Staatsbibliothek, der Bibliothek der Deutschen Morgenländischen Gesellschaft in Halle, in Bibliotheken in Hamburg, Leipzig, Göttingen und Tübingen sowie an der California Library in Los Angeles, der British Library, der Bodleian Library, der Vatikanischen Apostolischen Bibliothek, der Österreichischen Nationalbibliothek, der Universitätsbibliothek Basel und den Bibliotheken der Universität Breslau sowie der Universität Uppsala.

## Werke
- Gesammelte Werke. Eine Sammlung der wichtigsten Schriften Oskar Reschers, teilweise mit Ergänzungen und Verbesserungen aus dem schriftlichen Nachlass; in V Abteilungen, Neudruck Osnabrück, Biblio-Verlag 1983–95, ISBN 3-7648-1066-1

- Oskar Rescher: Beiträge zur Dschihâd-Literatur. Heft II: Die Dschihâd-Traditionen aus dem Kenz el-ummâl. Stuttgart 1920.

- Oskar Rescher: Das Kapitel über den Dschihâd aus Ibn Tûmert’s Kitâb. Aus dem Arabischen übersetzt (= Beiträge zur Dschihâd-Literatur. Heft 3). W. Heppeler, Stuttgart 1921.